# Лайоль (сыр)
Лайо́ль (фр. Laguiole [lajɔl], окс. La Guiòla; иногда называемый Том-де-Лайоль (фр. Tome de Laguiole) — неварёный прессованный французский сыр из коровьего молока.

## История
Сыр производят на плато Обрак, расположенном на высоте 800—1500 м в департаменте Аверон на юге Франции. Изобретён монахами в XIX веке и берёт своё название от небольшой деревни Лайоль. В 1961 году сыр Лайоль получил сертификат AOC.

## Изготовление
Для изготовления сыра используют сырое непастеризованное молоко от коров породы французский симменталь или обрак, собранное в период с мая по октябрь на высоте более чем в 800 м над уровнем моря.
После створаживания молока калье прессуют, затем размельчают, солят и помещают в форму и опять прессуют. После этого сыр помещают в сырой прохладный погреб для созревания, которое длится 4-12 месяцев.

## Описание
Лайоль имеет форму цилиндра диаметром 40 см, высотой 40 см и весом 45-48 кг. Головка сыра покрыта серовато-коричневой коркой толщиной до 3 см. Мякоть имеет золотисто-жёлтый цвет, жирность не менее 45 %. Сыр имеет кисловатый вкус с оттенками горных трав — горечавки, фенхеля и тимьяна.
Лайоль лучше всего сочетается с красными винами Côtes du Rhône и Hermitage, а также Marcillac, Buzet и Côtes du Frontonnais.